# Jar (wieś w Udmurcji)
Jar (ros. Яр) – wieś (dieriewnia) w Rosji, w Udmurcji, w rejonie jarskim. W 2010 liczyła 115 mieszkańców.